# Exatlón Brasil
Exatlón Brasil fue un reality show brasileño producido y transmitido por Rede Bandeirantes, siendo una versión del programa Exathlon. Presentado por Luís Ernesto Lacombe con la dirección general de Pablo Mazover, el reality se basó en el original turco del mismo nombre.
El programa contó con 20 concursantes, 10 de los cuales eran invitados famosos de la producción y los otros 10 eran anónimos que se inscribieron en internet, se enfrentaron en pruebas físicas y mentales en la búsqueda del premio de 350 mil reales.

## Formato
Este formato fue creado y se emitió originalmente en Turquía y luego se vendió a otros países como Chile, Colombia, México y República Dominicana.
En el programa, 20 concursantes divididos en dos equipos, formados por 10 celebridades (héroes) – como deportistas, periodistas y personalidades de los medios – y 10 anónimos (guerreros), vivieron en una playa paradisíaca de República Dominicana, donde enfrentaron situaciones que física y psicológica requerida, poniendo a prueba las capacidades únicas de cada uno.
- Desafío de Arena: En los Desafíos de Arena, los equipos compitieron por la inmunidad, lo que significa una semana más de permanencia en la competencia. El equipo perdedor pasó a la votación para indicar entre sus integrantes, cuál resultaría en la eliminación de un competidor. Al finalizar la undécima semana de juego, restando siete competidores, se extinguieron los equipos de Héroes y Guerreros, iniciándose disputas individuales, que daban inmunidad a los mejores colocados en los desafíos.
- Eliminación (estilizado como A La Deriva): El equipo que perdió el "Desafío de Arena", nominó a tres de sus competidores a eliminación, y luego el público decidió, entre los nominados, quiénes serían eliminados, votando por internet a través del sitio web de la emisora. En la décima semana de competición se inició la segunda fase, que mantuvo el mismo esquema de división en equipos y competiciones, pero con una nueva forma de votación.  Los diez competidores restantes fueron sometidos a la votación del público, que debía responder a la pregunta: "¿Quién quieres que gane el Exatlón Brasil?". El resultado se utilizó para definir las eliminaciones de este paso.  Entre los dos concursantes nominados del equipo perdedor en el "Desafío de Arena", el que tuviera más votos en la consulta pública permanecería en la carrera, mientras que el que menos votos tuviera abandonaría el programa. Con el inicio de los concursos individuales, los peor colocados en los desafíos fueron automáticamente nominados para eliminación.
- Prueba de Alojamiento: En las Pruebas de Alojamiento, los dos equipos se enfrentaron para disputar el derecho a permanecer en la Cabaña, con acceso a cama, ducha, baño, cocina, aire acondicionado y otras ventajas. El equipo perdedor se alojaba en el patio trasero, sin ningún lujo, rodeado de vida salvaje.  Con los equipos fuera, todos los competidores restantes se alojaron en la Cabina.
- Clasificación Individual: El Clasificación Individual, determinó el desempeño de cada competidor en los desafíos de la semana. Los dos mejores ubicados, del equipo perdedor del "Desafío de Arena", en el clasificación, eran inmunes en este período, y podían indicar cada uno, alguien que pasaría automáticamente a la eliminación.
- Juego de Inmunidad: El equipo que perdió el "Desafío de Arena", se enfrentó en el Juego de Inmunidad, en el que realizan un desafío en una arena de pruebas, que podría poner a prueba la habilidad, destreza, inteligencia, fuerza, resistencia o incluso suerte de los competidores. El ganador del desafío era automáticamente inmune.

## Concursantes
| Bandera del estado de Río Grande del Sur | Marcel Stürmer     |
| Bandera del estado de Río de Janeiro     | Pedro Scooby       |
| Bandera del estado de São Paulo          | Maurren Maggi      |
| Bandera del estado de Minas Gerais       | Jorge Goston       |
| Bandera del estado de Amapá              | Alline Calandrini  |
| Bandera del estado de Río de Janeiro     | Vance Poubel       |
| Bandera del estado de Pará               | Ana Tapajós        |
| Bandera del estado de São Paulo          | Carol Almeida      |
| Bandera del estado de Bahía              | Nina Monteiro      |
| Bandera del estado de São Paulo          | Renato Nicoli      |
| Bandera del estado de Goiás              | Sul Rosa           |
| Bandera del estado de Río Grande del Sur | Kauane Ribeiro     |
| Bandera del estado de Río Grande del Sur | Juliana Findikoglu |
| Bandera del estado de Río Grande del Sur | Betina Schmidt     |
| Bandera del estado de São Paulo          | Ricardo Barbato    |
| Bandera del estado de São Paulo          | Miguel Benedetti   |
| Bandera del estado de Paraná             | Giba               |
| Bandera del estado de Bahía              | Rodrigo West       |
| Bandera del estado de Espírito Santo     | Nick Pirola        |
| Bandera del estado de São Paulo          | Daniele Hypólito   |
| ---------------------------------------- | ------------------ |

## Tabla de nominaciones
|                                                       |                                                       | Semana 1             | Semana 2           | Semana 3               | Semana 4              | Semana 5              | Semana 6           | Semana 7              | Semana 8              | Semana 9           | Semana 10          | Semana 11          | Semana 11          | Semana 12                 | Semana 12            | Semana 12           | Semana 12                   |
| Día 74                                                | Día 76                                                | Semana 1             | Semana 2           | Semana 3               | Semana 4              | Semana 5              | Semana 6           | Semana 7              | Semana 8              | Semana 9           | Semana 10          | Día 82             | Día 83             | Día 84                    | Final                |                     |                             |
| ----------------------------------------------------- | ----------------------------------------------------- | -------------------- | ------------------ | ---------------------- | --------------------- | --------------------- | ------------------ | --------------------- | --------------------- | ------------------ | ------------------ | ------------------ | ------------------ | ------------------------- | -------------------- | ------------------- | --------------------------- |
| Ganador del Desafío de Arena                          | Ganador del Desafío de Arena                          | Guerreros            | Héroes             | Guerreros              | Héroes                | Guerreros             | Guerreros          | Héroes                | Héroes                | (nadie)            | Héroes             | Héroes             | Héroes             | Jorge Marcel Scooby Vance | Jorge Maurren Scooby | Jorge Marcel Scooby | (nadie)                     |
| Perdedor del Desafío de Arena (Nominado por Votación) | Perdedor del Desafío de Arena (Nominado por Votación) | Héroes               | Guerreros          | Héroes                 | Guerreros             | Héroes                | Héroes             | Guerreros             | Guerreros             | (nadie)            | Guerreros          | Guerreros          | Guerreros          | Alline Ana Maurren        | Alline Marcel Vance  | Alline Maurren      | (nadie)                     |
| Inmune (Clasificación Individual/ Juego de Inmunidad) | Inmune (Clasificación Individual/ Juego de Inmunidad) | Scooby Betina        | Sul Jorge          | Marcel Ana             | Sul Vance             | Ana Betina            | Alline Maurren     | Vance Nina            | Vance Jorge           | (nadie)            | Nina               | Vance              | Jorge              | (nadie)                   | (nadie)              | (nadie)             | (nadie)                     |
| Nominado (Votación)                                   | Nominado (Votación)                                   | Giba                 | Nick               | Alline                 | Kauane                | Alline                | Ana                | Kauane                | Carol Renato          | (nadie)            | Jorge              | Jorge              | Carol Vance        | (nadie)                   | (nadie)              | (nadie)             | (nadie)                     |
| Nominado (Inmune)                                     | Nominado (Inmune)                                     | Daniele Rodrigo      | Carol Juliana      | Rodrigo Maurren        | Juliana Miguel        | Ricardo Scooby        | Betina Scooby      | Juliana Renato        | Nina Sul              | (nadie)            | Renato             | Nina               | Carol Vance        | (nadie)                   | (nadie)              | (nadie)             | (nadie)                     |
|                                                       |                                                       |                      |                    |                        |                       |                       |                    |                       |                       |                    |                    |                    |                    |                           |                      |                     |                             |
|                                                       | Marcel                                                | Giba                 | Inmune             | Alline Rodrigo         | Inmune                | Alline                | Ana                | Inmune                | Inmune                | Sin Nominación     | Inmune             | Inmune             | Inmune             | Inmune                    | Nominado             | Inmune              | Ganador (Día 85)            |
|                                                       | Scooby                                                | Ricardo Daniele      | Inmune             | No votó                | Inmune                | No votó               | Marcel             | Inmune                | Inmune                | Sin Nominación     | Inmune             | Inmune             | Inmune             | Inmune                    | Inmune               | Inmune              | 2º finalista (Día 85)       |
|                                                       | Maurren                                               | Giba                 | Inmune             | Alline                 | Inmune                | Alline                | Ana Scooby         | Inmune                | Inmune                | Sin Nominación     | Inmune             | Inmune             | Inmune             | Nominada                  | Inmune               | Nominada            | 3ª finalista (Día 84)       |
|                                                       | Jorge                                                 | Inmune               | Kauane Juliana     | Inmune                 | Kauane                | Inmune                | Inmune             | Kauane                | Carol Sul             | Sin Nominación     | Carol              | Carol              | Inmune             | Inmune                    | Inmune               | Inmune              | 4º finalista (Día 84)       |
|                                                       | Alline                                                | No votó              | Inmune             | No votó                | Inmune                | No votó               | Ana Betina         | Inmune                | Inmune                | Sin Nominación     | Inmune             | Inmune             | Inmune             | Nominada                  | Nominada             | Nominada            | Eliminada (Día 84)          |
|                                                       | Vance                                                 | Inmune               | Nick               | Inmune                 | Kauane Miguel         | Inmune                | Inmune             | Kauane Juliana        | Renato Nina           | Sin Nominación     | Renato             | Jorge Nina         | Nominado           | Inmune                    | Nominado             | Eliminado (Día 83)  | Eliminado (Día 83)          |
|                                                       | Ana                                                   | Giba                 | Inmune             | Maurren                | Inmune                | Alline Ricardo        | Betina             | Inmune                | Inmune                | Sin Nominación     | Inmune             | Inmune             | Inmune             | Nominada                  | Eliminada (Día 81)   | Eliminada (Día 81)  | Eliminada (Día 81)          |
|                                                       | Carol                                                 | Inmune               | Nick               | Inmune                 | Miguel                | Inmune                | Inmune             | Kauane                | Renato                | Sin Nominación     | Jorge              | Jorge              | Nominada           | Eliminada (Día 77)        | Eliminada (Día 77)   | Eliminada (Día 77)  | Eliminada (Día 77)          |
|                                                       | Nina                                                  | Inmune               | Nick               | Inmune                 | Kauane                | Inmune                | Inmune             | Renato (x2)           | Renato                | Sin Nominación     | Jorge Renato       | Jorge              | Eliminada (Día 75) | Eliminada (Día 75)        | Eliminada (Día 75)   | Eliminada (Día 75)  | Eliminada (Día 75)          |
|                                                       | Renato                                                | Inmune               | Nick               | Inmune                 | Kauane                | Inmune                | Inmune             | Kauane                | Carol                 | Sin Nominación     | Vance              | Eliminado (Día 71) | Eliminado (Día 71) | Eliminado (Día 71)        | Eliminado (Día 71)   | Eliminado (Día 71)  | Eliminado (Día 71)          |
|                                                       | Sul                                                   | Inmune               | Nick Carol         | Inmune                 | Juliana (x2)          | Inmune                | Inmune             | Kauane                | Carol                 | Eliminada (Día 57) | Eliminada (Día 57) | Eliminada (Día 57) | Eliminada (Día 57) | Eliminada (Día 57)        | Eliminada (Día 57)   | Eliminada (Día 57)  | Eliminada (Día 57)          |
|                                                       | Kauane                                                | Inmune               | Carol              | Inmune                 | Miguel                | Inmune                | Inmune             | Carol                 | Retirada (Día 54)     | Retirada (Día 54)  | Retirada (Día 54)  | Retirada (Día 54)  | Retirada (Día 54)  | Retirada (Día 54)         | Retirada (Día 54)    | Retirada (Día 54)   | Retirada (Día 54)           |
|                                                       | Juliana                                               | Inmune               | Vance              | Inmune                 | Miguel                | Inmune                | Inmune             | Sul                   | Eliminada (Día 50)    | Eliminada (Día 50) | Eliminada (Día 50) | Eliminada (Día 50) | Eliminada (Día 50) | Eliminada (Día 50)        | Eliminada (Día 50)   | Eliminada (Día 50)  | Eliminada (Día 50)          |
|                                                       | Betina                                                | Giba Rodrigo         | Inmune             | Alline                 | Inmune                | Alline Scooby         | Ana                | Eliminada (Día 43)    | Eliminada (Día 43)    | Eliminada (Día 43) | Eliminada (Día 43) | Eliminada (Día 43) | Eliminada (Día 43) | Eliminada (Día 43)        | Eliminada (Día 43)   | Eliminada (Día 43)  | Eliminada (Día 43)          |
|                                                       | Ricardo                                               | No votó              | Inmune             | No votó                | Inmune                | No votó               | Eliminado (Día 36) | Eliminado (Día 36)    | Eliminado (Día 36)    | Eliminado (Día 36) | Eliminado (Día 36) | Eliminado (Día 36) | Eliminado (Día 36) | Eliminado (Día 36)        | Eliminado (Día 36)   | Eliminado (Día 36)  | Eliminado (Día 36)          |
|                                                       | Miguel                                                | Inmune               | Nick               | Inmune                 | Kauane                | Eliminado (Día 29)    | Eliminado (Día 29) | Eliminado (Día 29)    | Eliminado (Día 29)    | Eliminado (Día 29) | Eliminado (Día 29) | Eliminado (Día 29) | Eliminado (Día 29) | Eliminado (Día 29)        | Eliminado (Día 29)   | Eliminado (Día 29)  | Eliminado (Día 29)          |
|                                                       | Giba                                                  | Rodrigo              | Inmune             | Alline                 | Abandono (Día 25)     | Abandono (Día 25)     | Abandono (Día 25)  | Abandono (Día 25)     | Abandono (Día 25)     | Abandono (Día 25)  | Abandono (Día 25)  | Abandono (Día 25)  | Abandono (Día 25)  | Abandono (Día 25)         | Abandono (Día 25)    | Abandono (Día 25)   | Abandono (Día 25)           |
|                                                       | Rodrigo                                               | Giba                 | Inmune             | Alline                 | Eliminado (Día 22)    | Eliminado (Día 22)    | Eliminado (Día 22) | Eliminado (Día 22)    | Eliminado (Día 22)    | Eliminado (Día 22) | Eliminado (Día 22) | Eliminado (Día 22) | Eliminado (Día 22) | Eliminado (Día 22)        | Eliminado (Día 22)   | Eliminado (Día 22)  | Eliminado (Día 22)          |
|                                                       | Nick                                                  | Inmune               | No votó            | Eliminado (Día 15)     | Eliminado (Día 15)    | Eliminado (Día 15)    | Eliminado (Día 15) | Eliminado (Día 15)    | Eliminado (Día 15)    | Eliminado (Día 15) | Eliminado (Día 15) | Eliminado (Día 15) | Eliminado (Día 15) | Eliminado (Día 15)        | Eliminado (Día 15)   | Eliminado (Día 15)  | Eliminado (Día 15)          |
|                                                       | Daniele                                               | No votó              | Eliminada (Día 8)  | Eliminada (Día 8)      | Eliminada (Día 8)     | Eliminada (Día 8)     | Eliminada (Día 8)  | Eliminada (Día 8)     | Eliminada (Día 8)     | Eliminada (Día 8)  | Eliminada (Día 8)  | Eliminada (Día 8)  | Eliminada (Día 8)  | Eliminada (Día 8)         | Eliminada (Día 8)    | Eliminada (Día 8)   | Eliminada (Día 8)           |
|                                                       |                                                       |                      |                    |                        |                       |                       |                    |                       |                       |                    |                    |                    |                    |                           |                      |                     |                             |
| Nominados                                             | Nominados                                             | Daniele Giba Rodrigo | Carol Juliana Nick | Alline Maurren Rodrigo | Juliana Kauane Miguel | Alline Ricardo Scooby | Ana Betina Scooby  | Juliana Kauane Renato | Carol Nina Renato Sul | (nadie)            | Jorge Renato       | Jorge Nina         | Carol Vance        | Alline Ana Maurren        | Alline Marcel Vance  | Alline Maurren      | Jorge Marcel Maurren Scooby |
| Eliminados                                            | Eliminados                                            | Daniele              | Nick               | Rodrigo                | Giba                  | Ricardo               | Betina             | Juliana               | Kauane                | Sin Eliminación    | Renato             | Nina               | Carol              | Ana                       | Vance                | Alline              | Jorge                       |
| Eliminados                                            | Eliminados                                            | Daniele              | Nick               | Rodrigo                | Giba                  | Ricardo               | Betina             | Juliana               | Kauane                | Sin Eliminación    | Renato             | Nina               | Carol              | Ana                       | Vance                | Alline              | Maurren                     |
| Eliminados                                            | Eliminados                                            | Daniele              | Nick               | Rodrigo                | Miguel                | Ricardo               | Betina             | Juliana               | Sul                   | Sin Eliminación    | Renato             | Nina               | Carol              | Ana                       | Vance                | Alline              |                             |
| Eliminados                                            | Eliminados                                            | Daniele              | Nick               | Rodrigo                | Miguel                | Ricardo               | Betina             | Juliana               | Sul                   | Sin Eliminación    | Renato             | Nina               | Carol              | Ana                       | Vance                | Alline              | Scooby                      |
| Salvados                                              | Salvados                                              | Giba                 | Carol              | Alline                 | Juliana               | Alline                | Ana                | Kauane                | Carol                 | Sin Eliminación    | Jorge              | Jorge              | Vance              | Alline                    | Alline               | Maurren             | Marcel                      |
| Salvados                                              | Salvados                                              | Giba                 | Carol              | Alline                 | Juliana               | Alline                | Ana                | Kauane                | Nina                  | Sin Eliminación    | Jorge              | Jorge              | Vance              | Alline                    | Alline               | Maurren             | Marcel                      |
| Salvados                                              | Salvados                                              | Rodrigo              | Juliana            | Maurren                | Kauane                | Scooby                | Scooby             | Renato                | Maurren               | Sin Eliminación    | Jorge              | Jorge              | Vance              | Marcel                    |                      | Maurren             | Marcel                      |
| Salvados                                              | Salvados                                              | Rodrigo              | Juliana            | Maurren                | Kauane                | Scooby                | Scooby             | Renato                | Maurren               | Sin Eliminación    | Jorge              | Jorge              | Vance              | Marcel                    | Renato               | Maurren             | Marcel                      |

|  | Equipo Guerreros             |  |                                  | Equipo Héroes |
|  | Ganador del Desafío de Arena |  | Inmune por Clasificación o Juego |               |

## Participantes de Exatlón en otros programas
- Big Brother Brasil
  - Pedro Scooby - Vigésima segunda edición (2022) - Expulsado
  - Daniele Hypólito - Vigésima quinta edición (2025)

- Power Couple
  - Daniele Hypólito - Quinta edición (2021) - Expulsada